# Valeggio
Valeggio là một đô thị ở tỉnh Pavia trong vùng Lombardia của Ý, có cự ly khoảng 40 km về phía tây nam của Milan và khoảng 25 km về phía tây của Pavia. Tại thời điểm ngày 31 tháng 12 năm 2004, đô thị này có dân số 206 người và diện tích là 9,8 km².
Valeggio giáp các đô thị sau: Alagna, Dorno, Ferrera Erbognone, Ottobiano, Scaldasole, Tromello.